# Clematomyces trochoideanus
Clematomyces trochoideanus är en svampart som först beskrevs av Roland Thaxter, och fick sitt nu gällande namn av I.I. Tav. 1985. Clematomyces trochoideanus ingår i släktet Clematomyces och familjen Laboulbeniaceae.   Inga underarter finns listade i Catalogue of Life.